# 上磯村
上磯村（かみいそむら）は、かつて岐阜県揖斐郡にあった村。

## 沿革
- 1889年（明治22年）7月1日 - 町村制施行に伴い大野郡上磯村が村制施行し、上磯村が成立。
- 1896年（明治29年）4月1日 - 郡の統合により揖斐郡に所属。
- 1897年（明治30年）4月1日 - 揖斐郡加納村、郡家村、本庄村、下磯村、西座倉村、下座倉村、五ノ里村、下南方村と合併し、川合村を新設して消滅。